# Беату
Беату (порт. Beato; МФА: [bi.ˈa.tu]) — парафія в Португалії, у муніципалітеті Лісабон. Розташована в західній частині країни, на теренах історичної португальської провінції Ештремадура. Входить до складу округу Лісабон. За адміністративним поділом, чинним до 1976 року, терени парафії були складовою провінції Ештремадура. Належить до Лісабонського патріархату Католицької церкви. Патрон — святий Варфоломій. Площа — 1,6203 км². Населення — 12429 ос. (2011). Сильно урбанізований регіон. Густота населення — 7670,8 осіб/км²
. Код — 110607.

## Географія

Райони Лісабона
Зони Лісабона
Беату

## Населення
| Кількість мешканців | Кількість мешканців | Кількість мешканців | Кількість мешканців | Кількість мешканців | Кількість мешканців | Кількість мешканців | Кількість мешканців | Кількість мешканців | Кількість мешканців | Кількість мешканців | Кількість мешканців | Кількість мешканців | Кількість мешканців | Кількість мешканців |
| ------------------- | ------------------- | ------------------- | ------------------- | ------------------- | ------------------- | ------------------- | ------------------- | ------------------- | ------------------- | ------------------- | ------------------- | ------------------- | ------------------- | ------------------- |
| 1864                | 1878                | 1890                | 1900                | 1911                | 1920                | 1930                | 1940                | 1950                | 1960                | 1970                | 1981                | 1991                | 2001                | 2011                |
| 2 408               | 3 583               | 6 243               | 10 395              | 17 204              | 14 850              | 15 927              | 16 949              | 22 555              | 20 129              | 20 146              | 20 718              | 17 494              | 14 241              | 12 429              |